# Kryštof Apitius

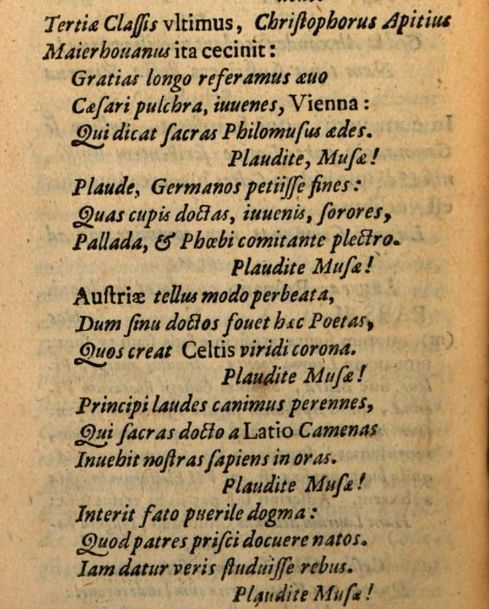
První část Apiniovy básně v sapfických strofách, výtisk z roku 1721

Kryštof Apitius Maierhofský, také Christopherus Apitius Maierhofanus, byl humanistický básník, který na počátku 16. století působil v Olomouci. Patřil do kroužku olomouckých humanistických intelektuálů a podílel se na založení společnosti Sodalitas Maeierhofiana (též Sodalitas Marcomannica), jež podle něj byla pravděpodobně pojmenována.
O Apitiově životě a díle existuje jen málo pramenů, s výjimkou místa v dopise Conrada Celtise a zmínky v tištěné verzi Celtisovy divadelní hry Rhapsodia, opěvující vítězství císaře Maxmiliána I. nad Čechy. Zde je Apitius uveden mezi jeho jedenácti vídeňskými žáky jako jeden ze tří mladých humanistických básníků z českých zemí, a sice na čtvrtém místě ve třetí třídě – kromě něj jsou zmiňováni Joannes Paveti a Joannes Volscus de Zuola. Uvedena je také jeho báseň ve formě sapfických strof. V roce 1721 ji přetiskl Jacobus Burckhardt v knize De Linguae Latinae.
Vzhledem k nedostatku informací panují pochyby o konkrétní Apitiově úloze v olomouckém humanistickém hnutí. Tvrzení, že podle Apitia byla pojmenována celá sodalita, se poprvé objevuje u německého historika Karla Wotkeho na přelomu 19. a 20. století a není možné je jednoznačně potvrdit. Jarmila Voženílková uvedla, že Kryštof Apitius se objevuje v Klüpfelově výčtu členů společnosti, avšak nikoliv v Taurinově ani Sibutově seznamu a mnoho stop nenalezneme ani v Celtisově korespondenci.